# Estación de Vallvidrera-Superior
Vallvidrera-Superior es una estación del funicular de Vallvidrera de FGC situada en el barrio de Vallvidrera del distrito de Sarriá-San Gervasio de Barcelona. El edificio es obra de Bonaventura Conill i Montobbio en 1905.

## Situación ferroviaria
La estación Vallvidrera-Superior, perteneciente al funicular de Vallvidrera, se encuentra en el nivel más alto de la línea de ancho métrico, a 359 metros de altitud. Es de carácter terminal y está electrificada. 

## Historia[2]
El edificio fue diseñado por el arquitecto Bonaventura Conill en estilo modernista, típico de la época en que fue construido en 1906. Contrariamente a la estación inferior, la estación superior ha conservado su estilo inicial, aunque fue completamente remodelada en 1995 y más tarde en 1998 con el nuevo funicular, cuando ya no se necesitaban los andenes escalonados originales y se instaló un ascensor.
Fue inaugurado en octubre de 1906 con el fin de comunicar la línea del Vallés (estación del Pie del Funicular) con la localidad de Vallvidrera y fue construido por la compañía del Ferrocarril de Sarriá a Barcelona (FSB). De hecho, tras la última renovación, el funicular ya se considera integrado en la red de Metro del Vallés. Sus orígenes, sin embargo, se remontan a abril de 1906 cuando el tranvía de la Compañía de Tranvías llegó a la estación inferior desde Plaza Sarriá, inicialmente numerada como línea 9 y posteriormente línea 14. El enlace del tranvía siempre fue en una vía métrica y sobrevivió hasta 1939, cuando se acortó a la Plaza Borràs. Por otro lado, el Ferrocarril Sarriá-Barcelona (FSB) también quiso enlazar con el funicular y lo hizo con el tranvía de la calle Anglí, conocido como tranvía 5 debido a la gran reducción que la compañía hizo para obtener su concesión. El tranvía de la calle Anglí llegó a la estación baja del funicular en diciembre de 1906, dos meses después de la inauguración del funicular de Vallvidrera. De 1908 a 1916 estuvo en servicio una parada en la ruta del funicular (a la misma distancia del cruce que la parada de la vía fluvial y que todavía se puede ver hoy en día) donde se podía vincular a un pequeño ferrocarril llamado Mina-Grott. El Mina-Grott aprovechó el túnel que llevaba el agua desde el embalse de Vallvidrera hasta Sarriá, tenía una vía de 600 mm de ancho y un solo coche con capacidad para 36 viajeros. En 1916 se puso en servicio el primer tramo de la línea del Vallés entre Sarriá y Les Planes y se rompió la línea de tranvía de Anglí, pasando a realizar el enlace directo con el ferrocarril a la nueva estación en la boca sur del túnel de Collserola a los pies del Funicular. En 1976 los coches fueron reformados, pintándolos de gris con franjas verdes, similares a las unidades 400 y con nuevos testeros. En 1979 se incorporó a la red de FGC y en 1981 se reformaron los coches, siendo pintados de marrón. En 1988, los coches originales fueron renovados. En 1998 se cerró el antiguo funicular y la línea fue completamente renovada. Estuvo cerrado durante cuatro meses, hasta el 11 de mayo de 1998, en los que se cambió todo el andén de la vía, estaciones y vehículos. Todo ello ha permitido que el funicular funcione de forma completamente automática, con la vía protegida con puertas de andén en las estaciones. En la práctica, la línea funciona como un ascensor convencional, ya que dentro de los coches y en la parada de la Carretera de les Aigües hay pulsadores para solicitar la parada donde se quiere bajar y activar la instalación.

## La estación
Está situada en el distrito de Sarriá-Sant Gervasio. La estación da a la plaza Pep Ventura en la confluencia de las calles Queralt y Alberes, en el barrio de Vallvidrera. Se trata de una construcción que une la estación de tren a los pies de la montaña (Vallvidrera Inferior) con el antiguo pueblo, hoy barrio, situado en la cima. Alberga las instalaciones mecánicas y las propias de pasajeros en plantas parcialmente soterradas. Destina la planta baja a servicios de viajeros y la planta superior a espacios administrativos de la empresa. El acceso para tomar el funicular es a través de la fachada principal que da a la plaza mientras que la salida de los que llegan se realiza por un escalón exterior hasta la esquina de la finca, sin entrar en el edificio. La fachada tiene una parte inferior cubierta de piedra irregular. En esta áspera pared aparecen aberturas de ventanas y puertas de formas sinuosas formando arcos de varios centros. Tanto la forma como el uso del ladrillo visto en el intradós son recursos estilísticos típicos del Modernismo. En la parte superior del edificio aparece una composición de aberturas apareadas sin ninguna decoración. Toda la decoración está reservada para las coronas de la fachada que utiliza elementos geométricos lineales simples para adornar el amplio techo y formar las cuatro esquinas como pináculos geométricos. Estos elementos de coronación están rematados por ligeros acabados de hierro forjado. Cabe destacar la pequeña torre adosada al cuerpo principal tiene más altura que ésta y cuenta con decoraciones más elaboradas en la misma línea estética y con medallones cerámicos. En su interior encontramos el vestíbulo con un segundo arco cerrado con carpintería y cristal que replica las formas de la gran puerta de entrada. Artísticamente cabe destacar la valla de la finca, la cerámica que decora la fachada y la herrería forjada de las barras del portal con largas colas de látigo. Estilísticamente se considera una obra modernista. Mientras que en la planta baja dominan las formas sinuosas de las aberturas y la innovadora combinación de materiales, la parte superior presenta una sobria decoración de influencia centroeuropea con materiales propios del modernismo catalán.
Alberga las instalaciones mecánicas y las propias de pasajeros en plantas parcialmente soterradas. Destina la planta baja a servicios de viajeros y la planta superior a espacios administrativos de la empresa. El acceso para tomar el funicular es a través de la fachada principal que da a la plaza mientras que la salida de los que llegan se realiza por un escalón exterior hasta la esquina de la finca, sin entrar en el edificio.
En la planta baja se accede desde la calle Queralt, por una puerta muy característica. En el vestíbulo hay máquinas expendedoras de billetes, barreras tarifarias de control de acceso, un aseo y una entrada a la terraza escalonada que forma el techo de los andenes. Una vez pasadas las barreras tarifarias se puede bajar al andén por dos tramos de escaleras. Por último, la planta inferior del edificio alberga la sala de máquinas accesible por una gran puerta desde los andenes y tiene una ventana para observar la sección superior de la vía. Los convoyes circulan por una única vía con andenes laterales para acceder a la única puerta al lado de los coches, que se comunican en la parte superior. Desde los andenes se impide el acceso a la vía mediante puertas que impiden el acceso cuando no hay un funicular detenido. La salida de los andenes es por una escalera exterior al edificio de pasajeros, que además cuenta con ascensor y finaliza en una barrera tarifaria de control de entrada y salida y una arcada para salir al exterior.

## Servicios ferroviarios
La línea dispone de dos vehículos, fabricados por Gangloff en Berna, con estructura de acero y caja de aluminio. La longitud de ellos de 8,24 metros y la anchura de 2,52 metros. El peso es de 8.160 kg y la potencia a 220 V se realiza por tercer carril. La capacidad de los vehículos es de 50 pasajeros y cuenta con tres departamentos escalonados, con diez asientos en el departamento superior. En el departamento inferior antiguamente había diez asientos pero se retiraron para permitir una mayor comodidad cuando hay aglomeraciones de usuarios. El departamento central tiene una puerta de acceso por electromecánica en el lado de la unidad y cuatro asientos plegables. La puerta central se nivela con la plataforma, lo que hace que la instalación sea accesible para PMR. Los vehículos cuentan con aire acondicionado y grandes ventanales para ver el paisaje. Dentro del vehículo hay botoneras para seleccionar destino, por lo que si nadie los activa, el funicular no circula y espera el siguiente horario.
| << cabecera          | < estación              | línea | estación > | cabecera >> |
| -------------------- | ----------------------- | ----- | ---------- | ----------- |
| Funiculares de FGC   |                         |       |            |             |
| Vallvidrera-Inferior | Carretera de les Aigües |       | terminal   | terminal    |